# Marion Bartoli
Pour les articles homonymes, voir Bartoli.
Marion Bartoli, née le 2 octobre 1984 au Puy-en-Velay (Haute-Loire), est une joueuse de tennis française, professionnelle de février 2000 à août 2013.
Finaliste en simple à Wimbledon en juillet 2007, elle accède pour la première fois au top 10 mondial du classement WTA de la même année, puis, le 10 septembre, devient numéro un française.
Le 30 janvier 2012, elle se hisse au 7e rang mondial, son meilleur classement.
Le 6 juillet 2013, pour sa deuxième finale en Grand Chelem, elle remporte Wimbledon face à l'Allemande Sabine Lisicki et devient l'une des trois seules Françaises de l'ère Open — avec Mary Pierce et Amélie Mauresmo — à avoir gagné au moins un titre en Grand Chelem et à avoir atteint les quarts de finale en simple dans les quatre tournois du Grand Chelem.
Marion Bartoli a remporté 8 titres en simple sur un total de 19 finales jouées sur le circuit WTA, dont deux tournois Premier. Elle a également gagné 3 titres WTA en double sur les 7 finales qu'elle a atteintes.
Le 14 août 2013, après sa défaite face à Simona Halep au second tour de l'Open de Cincinnati, elle annonce sa retraite du tennis professionnel à cause de toutes les blessures et des douleurs qu'elle n'est plus en mesure d'endurer : « J'ai le sentiment que le moment est venu pour moi de m'en aller. Je n'y arrive tout simplement plus. […] Mon corps n'arrive plus à tout supporter. »
Elle est sacrée le 25 décembre 2013, Champion des champions femmes France 2013 par L'Équipe.

## Biographie
Née en 1984 au Puy-en-Velay dans la Haute-Loire, Marion a grandi et commencé le tennis dans une autre commune du département, Retournac, où son père était médecin généraliste, et a affirmé que la famille Bartoli est originaire de Palneca, en Corse. Brillante à l'école, elle est entraînée par son père sur le court puis le boulodrome du village, ce dernier lui faisant suivre une méthode spéciale adaptée à son corps. Travaillant assidûment, jusqu'à l'épuisement, elle noue une relation très forte avec son père, qui la suit durant l'essentiel de sa carrière.
Elle confie en 2013 dans une interview, qu'elle aime beaucoup la politique ainsi que les débats de fond, avant d'ajouter aussi qu'elle s'intéresse « à l'éducation, à l'emploi et au chômage ». Elle ne nie ensuite pas qu'elle aimerait se reconvertir en tant que ministre des Sports après sa carrière tennistique.
Son club de football préféré est l'Olympique de Marseille. C'est « son club de cœur depuis qu'elle est toute petite » comme elle l'indique dans de nombreuses interviews. Le 13 juillet 2013, une semaine exactement après sa victoire lors de Wimbledon, elle passe une journée avec les joueurs de son équipe favorite, participe notamment à l'entraînement mais aussi au repas des joueurs, et donne aussi le coup d'envoi dans la soirée du match opposant « son » club au FC Porto,.
Depuis 2019, elle est en couple avec le footballeur belge Yahya Boumediene (en). Le 28 mai 2020, elle annonce être enceinte de son premier enfant. Leur fille Kamilya naît quelques jours avant Noël 2020.

## Style de jeu
Marion Bartoli est initiée au tennis à six ans par son père, Walter, médecin de profession, qui ne tarde pas à arrêter son activité pour se consacrer à temps plein à la carrière de sa fille.
Dotée d'un style de jeu particulièrement atypique, elle surprend immédiatement les spécialistes du tennis, notamment par sa prise de raquette à deux mains des deux côtés (technique directement inspirée par Monica Seles), sa position très avancée en retour de service (petite, elle s'entraînait dans un local sans recul derrière la ligne de fond de court à Retournac, et jusqu'en junior, elle recevait 1 mètre seulement derrière la ligne de carré de service) ou son engagement (exécuté les pieds joints selon un mouvement de balancier).
Elle se distingue des autres joueuses par sa propension à agresser en permanence l'adversaire et ce dès le premier point d'un match.
De plus, l'entraînement standard, basé sur des méthodes de préparation physique issues de l'athlétisme, ne produisant pas les effets escomptés, son entraîneur a mis au point une préparation physique spécifique à base d'exercices singuliers et originaux réservés au tennis.
Autre particularité, elle ne fait pas toujours rebondir la balle avant de servir et joue des matchs sans avoir tapé la balle durant l'entraînement d'avant match.

## Carrière tennistique

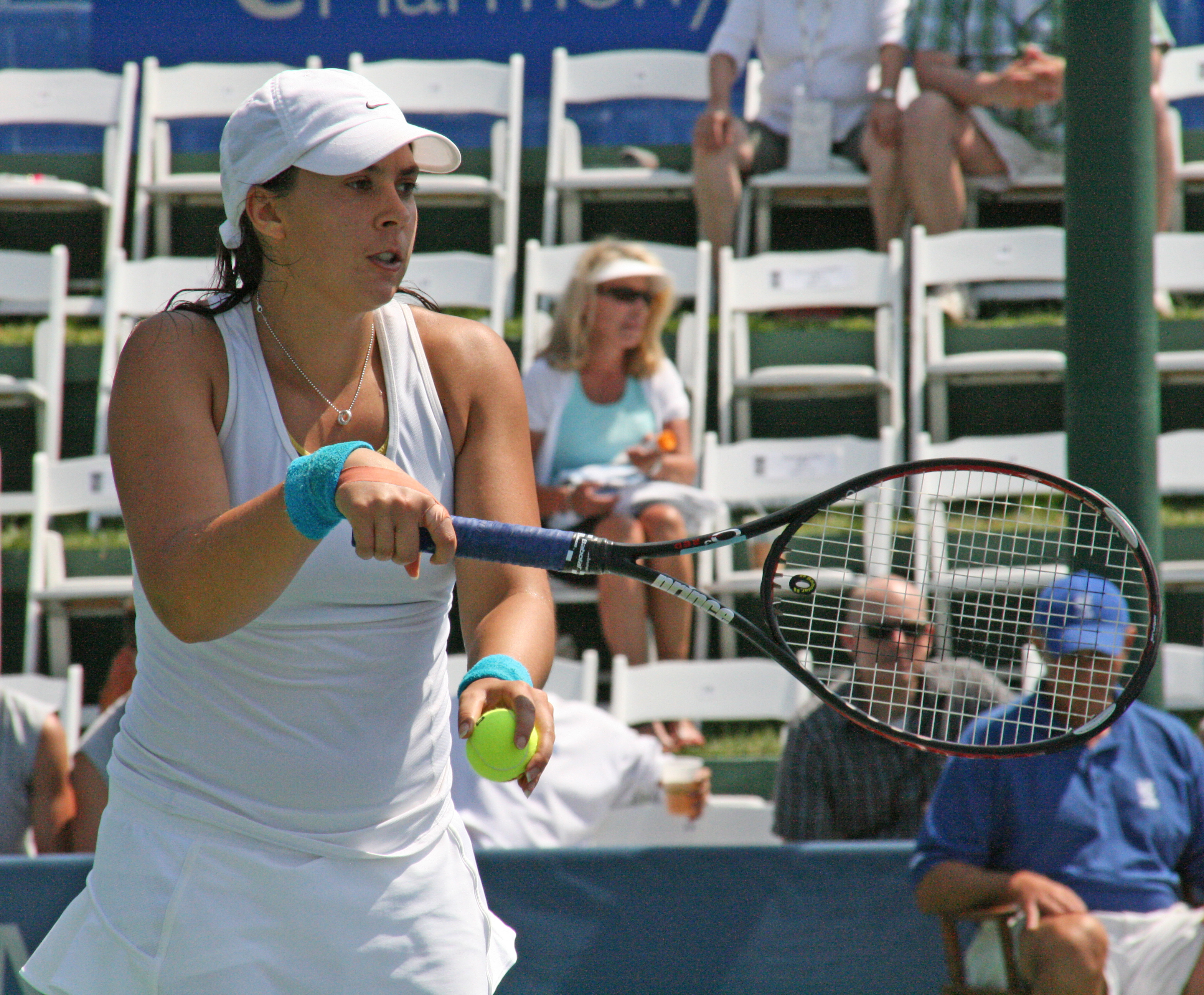
Marion Bartoli

### 1999-2005: les débuts
Alors qu'elle n'est classée que -2/6 en 1999, Marion Bartoli est championne de France interclubs et vice-championne de France en simple des 15-16 ans.
Successivement vice-championne d'Europe, championne de France et vainqueur de l'Orange Bowl des 15-16 ans en 2000 (année où elle devient professionnelle), Marion Bartoli décroche l'année suivante ses premières victoires sur le circuit ITF et s'impose à l'US Open junior. Elle atteint même la 2e place mondiale en junior.
En 2002, en vertu d'un accord de réciprocité avec la Fédération française de tennis, elle bénéficie d'une invitation à l'Open d'Australie. Pour sa deuxième participation dans le tableau principal d'une épreuve du Grand Chelem, elle perd au premier tour au terme d'un match serré face à la 50e mondiale Tina Pisnik. Quelques mois plus tard, elle atteint le 3e tour à l'US Open.
Marion Bartoli devient une joueuse du top 100 à part entière en 2003. Elle participe pour la première fois de sa carrière à tous les tournois du Grand Chelem de la saison, passant un tour à Roland-Garros. Elle est demi-finaliste à Canberra, quart de finaliste à Miami, Strasbourg et Québec. Elle s'illustre aussi en double dames, spécialité dans laquelle elle dispute deux finales et six demi-finales, notamment à l'US Open (associée à Myriam Casanova). À la fin de la saison, Marion Bartoli est au 57e rang mondial.
En 2004, demi-finaliste à Auckland et Hyderâbâd, les résultats de Marion Bartoli s'avèrent néanmoins assez irréguliers (21 éliminations au 1er ou 2e tour). C'est en double dames qu'elle réalise ses meilleures performances : avec Émilie Loit, en particulier. En l'absence d'Amélie Mauresmo et de Mary Pierce, elle est appelée en novembre par Guy Forget au sein de l'équipe de France de Fed Cup : avec Émilie Loit, elle contribue au succès de son équipe en demi-finale contre l'Espagne, mais n'empêche pas le triomphe des Russes.
En janvier 2005, elle atteint les demi-finales à Auckland puis les quarts de finale à Canberra, et remporte un succès en double avec Anna-Lena Grönefeld. Ce bon départ est ensuite gâché par une blessure qui l'empêche de jouer pendant près de deux mois. Brièvement 27e mondiale, grâce à un quart de finale à Eastbourne en juin, elle se qualifie une nouvelle fois pour le 3e tour à l'US Open. Elle termine l'année à la 40e place à la WTA.

### Saison 2006: les premiers titres
Après un excellent début de saison qui la voit décrocher son premier titre en simple sur le circuit WTA, au Classic d'Auckland face à Vera Zvonareva en finale, les semaines suivantes s'avèrent plus difficiles pour Marion Bartoli. Peinant à enchaîner les victoires, elle ne s'impose qu'en double dames à Prague en mai, aux côtés de Shahar Peer. Dans chacune des trois premières épreuves du Grand Chelem, elle perd au 2e tour. À l'US Open, elle en passe un de plus, éliminée en trois manches par la 8e mondiale Patty Schnyder.
À partir de septembre, elle s'engage dans une fructueuse tournée asiatique : finaliste aux Internationaux de Bali, elle remporte l'Open du Japon. Elle s'adjuge dans la foulée le tournoi de Québec.
En dépit de sa relative irrégularité, Marion Bartoli conclut l'année 2006 au 17e rang du classement WTA, soit un bond de vingt places par rapport à janvier. Elle est la meilleure Française au classement mondial derrière Amélie Mauresmo.

### Saison 2007: la révélation, première finale à Wimbledon

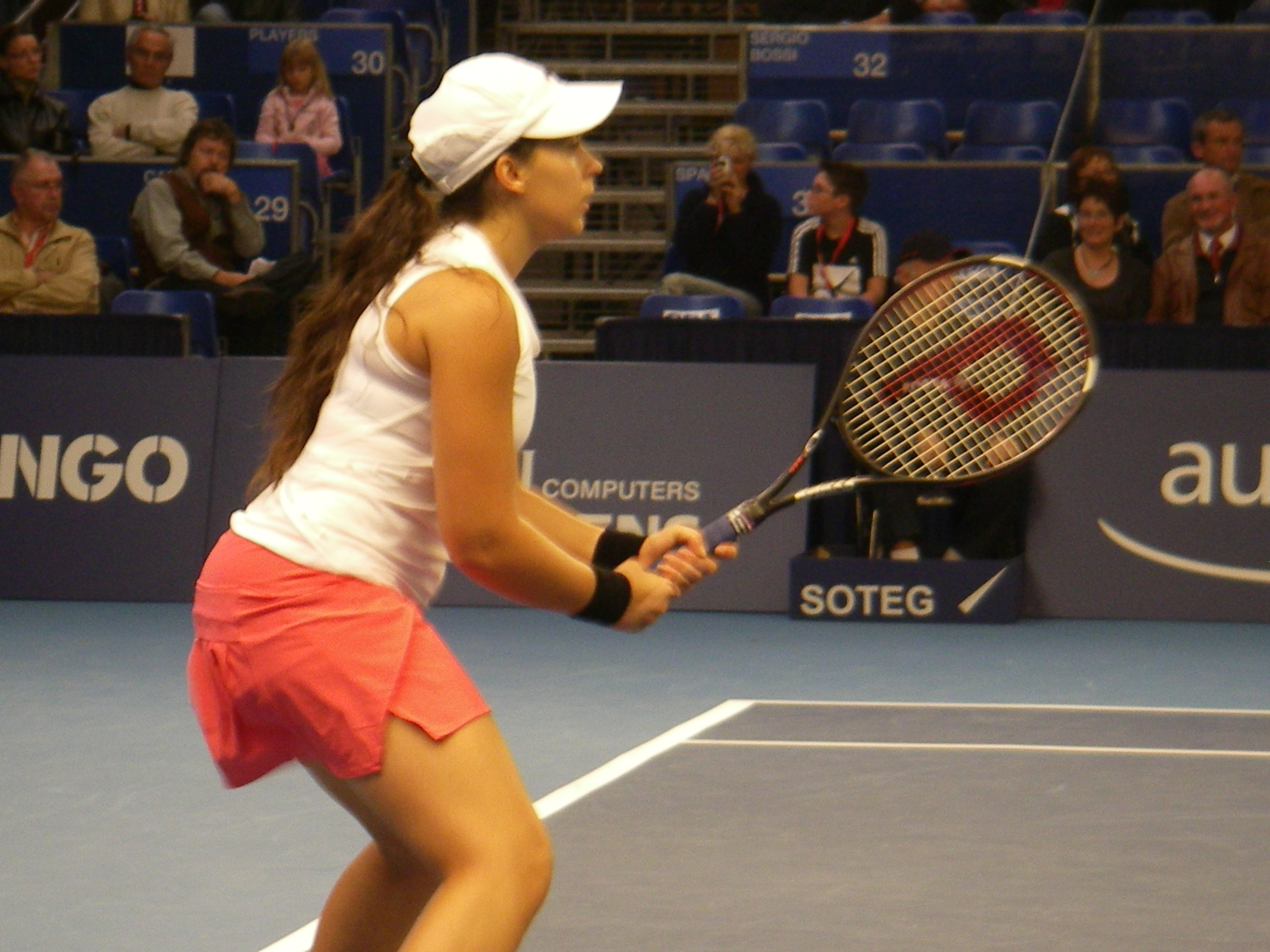
Marion Bartoli en 2007

Ne parvenant pas à gagner plus de deux matchs consécutifs, sauf à l'Open d'Indian Wells (4e tour), Marion Bartoli est redescendue sous la 20e place mondiale en début d'année. Mais finaliste à l'Open de Prague (vaincue par Akiko Morigami, 60e) puis demi-finaliste aux Internationaux de Strasbourg, elle réalise un joli parcours à Roland-Garros en se qualifiant pour les huitièmes de finale, après avoir battu la Russe Elena Dementieva au 3e tour. Elle s'incline ensuite face à Jelena Janković.
Dans la foulée, Marion Bartoli atteint le dernier carré sur le gazon de Birmingham puis d'Eastbourne.
À Wimbledon, elle réalise l'exploit de se hisser en finale : après avoir battu Shahar Peer, la 3e mondiale Jelena Janković puis Michaëlla Krajicek, Bartoli mystifie la meilleure joueuse mondiale Justine Henin, avant de s'incliner contre Venus Williams, ne concédant ses jeux de service dans le 2e set qu'à l'avantage.
En dépit de ce parcours, le capitaine Georges Goven ne la sélectionne pas pour la demi-finale de la Fed Cup contre l'Italie, refusant la présence de son père et entraîneur sur les bancs de l'équipe de France.
Bien qu'ayant déclaré forfait à Cincinnati, Marion Bartoli négocie plutôt bien sa série de tournois aux États-Unis : à l'US Open, tout juste promue 10e mondiale, elle fait respecter son rang en atteignant le 4e tour. Elle devient alors la première française au classement mondial, devant Amélie Mauresmo.
La fin de saison en salle s'avère plus irrégulière, alternant le bon (quart de finale à Zurich, demi-finales à Luxembourg et Linz) et le moins bon (Calcutta, Stuttgart où elle est éliminée d'entrée). Pendant une semaine, elle est 9e mondiale.
À la suite du forfait de Venus Williams, elle se voit propulsée 1re remplaçante pour les Masters. Bénéficiant ensuite de l'abandon de Serena Williams, elle est parachutée dans la poule jaune de la compétition. Prise au dépourvu, elle encaisse un double 6-0 face à Justine Henin ; elle est éliminée d'entrée.
Avec un total de quarante-sept matchs gagnés pour trente-et-une défaites, Marion Bartoli réalise la meilleure saison de sa carrière, qu'elle conclut à la 10e place mondiale.

### Saison 2008: une confirmation difficile

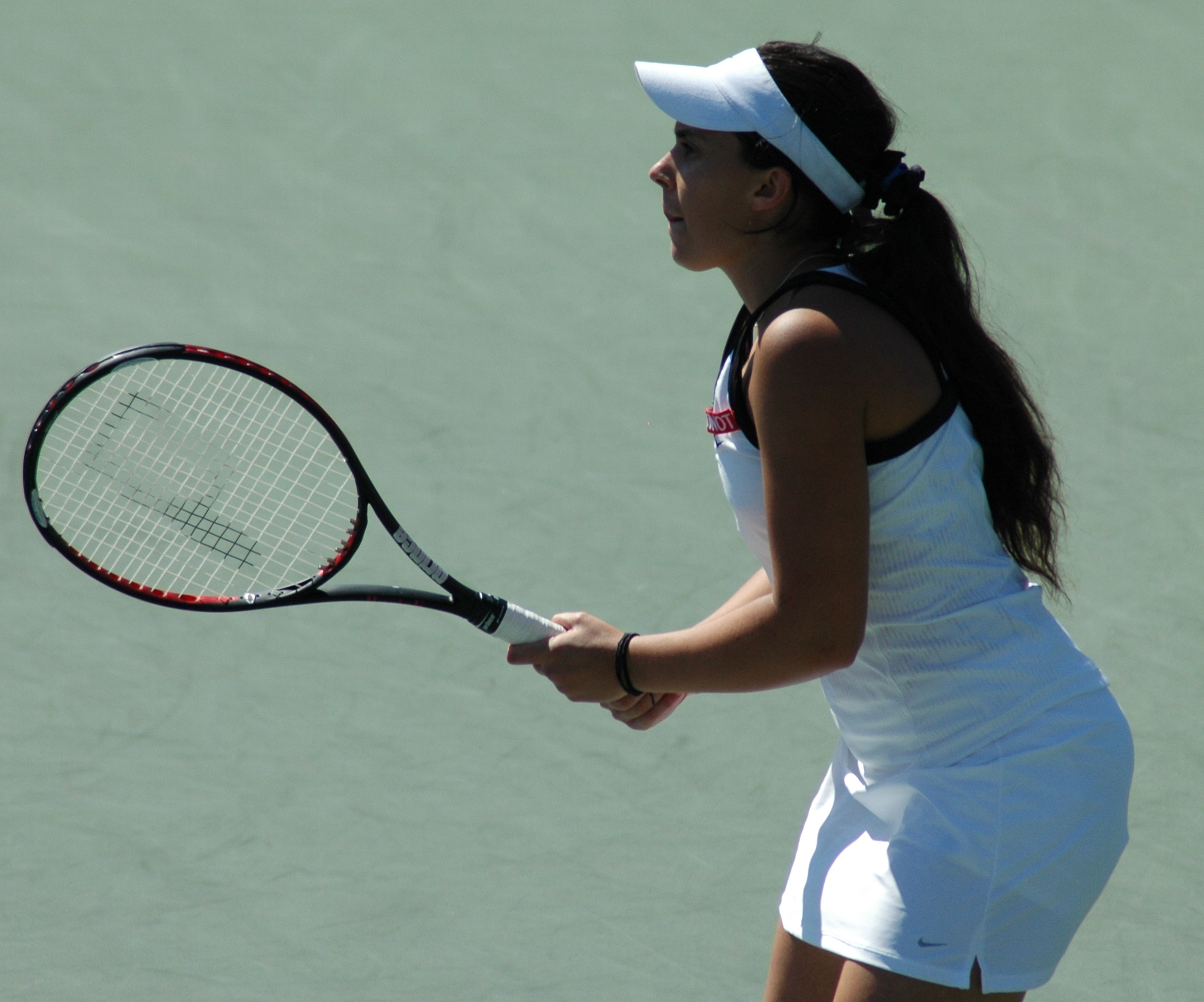
Marion Bartoli à l'US Open 2008.

Habituée à débuter chaque nouvelle saison à Auckland, Marion Bartoli fait cette fois l'impasse sur cette épreuve et joue son premier match de l'année 2008 aux Internationaux de Sydney, d'un niveau plus relevé. En dépit de sa victoire rapide face à Karin Knapp, elle ne confirme pas contre la numéro un italienne Francesca Schiavone.
À l'Open d'Australie, Marion Bartoli s'incline dès le premier tour face à la Suédoise Sofia Arvidsson, 80e mondiale, en trois sets. Ne parvenant plus à aligner trois victoires de suite, Marion Bartoli touche le fond à Roland-Garros où Casey Dellacqua, 51e, la domine en trois sets dès le 1er tour.
Après ses désillusions parisiennes, elle s'aligne au Classic de Birmingham. Tête de série numéro un et demi-finaliste l'année précédente, elle s'incline en trois manches devant Petra Cetkovská (52e). Envisageant un temps de déclarer forfait à Eastbourne, pour cause de mal de coude persistant, elle décide finalement de concourir. Elle bat d'abord Sybille Bammer, puis Alisa Kleybanova, avant de tomber face à Agnieszka Radwańska.
Finaliste 2007 à Wimbledon, elle tombe au 3e tour face à la modeste et surprenante Bethanie Mattek. Elle chute de cinq places au classement WTA, 15e rang mondial.
Conscients qu'ils sont dans une impasse, Marion Bartoli et son père décident d'entreprendre un nouveau cycle de travail afin d'amener la championne vers un jeu plus efficace, notamment en essayant une nouvelle technique de service et en modifiant le transfert du poids du corps durant les échanges. Les résultats ne se font pas attendre : mi-juillet à Stanford (épreuve de tier II), elle se hisse en finale où, diminuée par une blessure à la hanche, elle est battue par la jeune Canadienne Aleksandra Wozniak. Puis, à Montréal, elle atteint pour la 1re fois de sa carrière une demi-finale de Tiers I et en profite pour remonter à la 13e place.
Son parcours à l'US Open 2008, marqué par une victoire probante en deux sets contre Lindsay Davenport s'achève en huitièmes de finale sur une lutte de plus de trois heures, face à la 29e mondiale Sybille Bammer.
En dépit d'un ratio faible de 29 matchs gagnés pour 26 défaites avec une première partie d'année particulièrement difficile, Marion Bartoli se maintient pour la 3e année consécutive dans le top 20 mondial, à la 17e place.

### Saison 2009: nouveau 1/4 en Grand Chelem et titre Premier à Stanford

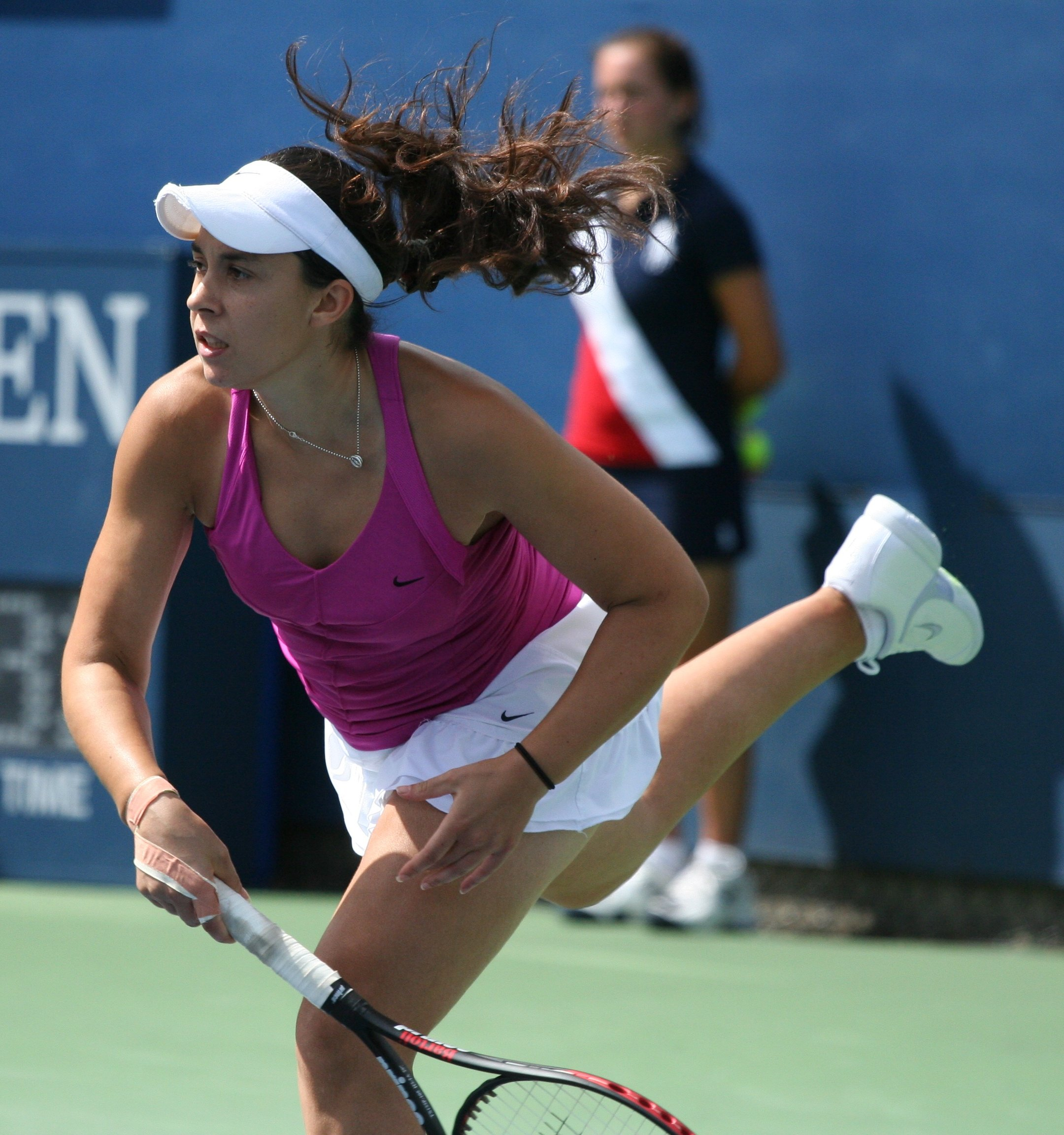
Marion Bartoli à l'US Open 2009.

Alors qu'elle avait craint de devoir renoncer à l'Open d'Australie en raison de sa blessure au mollet gauche contractée à Sydney, Marion Bartoli y obtient ses meilleurs résultats en Grand Chelem depuis sa finale à Wimbledon en 2007. Tête de série no 16, elle écarte Melanie South (en), Tsvetana Pironkova et Lucie Šafářová. En huitième de finale, elle bat la première joueuse mondiale Jelena Janković mais cède en quart de finale face à la Russe Vera Zvonareva (7e).
Marion débute avec succès la première tournée nord-américaine de l'année à Monterrey au Mexique, et joue sa deuxième finale de l'année après Brisbane face à la Chinoise Li Na dont elle vient à bout en deux manches ; elle remporte ainsi son 4e titre sur le circuit WTA et remonte à la 12e place mondiale.
Malgré sa demi-finale à Charleston et une victoire prometteuse sur Caroline Wozniacki à Stuttgart, la saison sur terre battue se révèle décevante à l'image de Roland-Garros où elle ne parvient pas à imposer son jeu face à l'Italienne Tathiana Garbin.
À Eastbourne, son chemin s'arrête pour la 3e fois consécutive en demi-finale, cette fois sur abandon face à Virginie Razzano. Cette rencontre est marquée par le refus de Marion Bartoli de serrer la main de son adversaire dont elle n'a pas apprécié certains commentaires dans la presse la veille du match. Son parcours à Wimbledon s'arrête au 3e tour.
Marion remporte ensuite le difficile tournoi de Stanford contre Venus Williams. Le début de l'US Open se passe sans encombre avec une victoire expéditive face à la Paraguayenne Rossana de los Ríos (80e). Le match suivant, perdu face à la Belge Kim Clijsters, constitue l'une des attractions du 2e tour, Marion ayant remporté le premier set en coupant les trajectoires à l'intérieur du court. Elle finit sa saison en disputant le tournoi des Championnes à Bali. Favorite, elle bat Magdaléna Rybáriková et Kimiko Date-Krumm. Mais s'incline en finale contre Aravane Rezaï, par abandon.
Marion Bartoli termine la saison à la 11e place mondiale et retrouve sa place de no 1 française.

### Saison 2010: une année loin des espérances

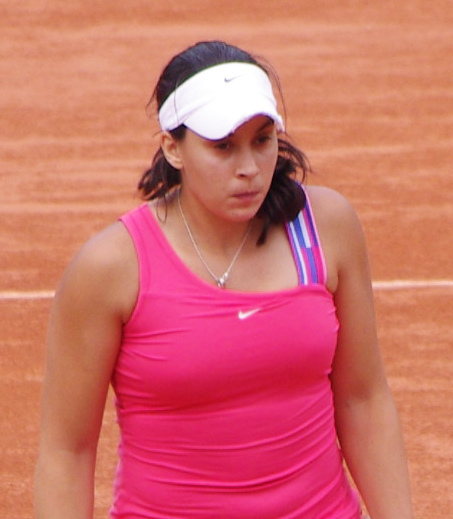
Marion Bartoli à Roland-Garros 2010.

Marion Bartoli et son père annoncent leur ambition pour 2010 : « L'objectif pour 2010 c'est le Masters de Doha, il faut donc rentrer dans le top 8. On va tout mettre en œuvre pour que Marion parvienne à une meilleure endurance dans l'effort pour être au rendez-vous. Cela passera également par la réduction du nombre de tournois disputés ».
Marion se présente à Dubaï avec trois matchs dans les jambes, elle bat au 1er tour en une heure la Russe Ekaterina Makarova en deux sets. Tout aussi expéditive, elle bat au 2e tour la Roumaine Alexandra Dulgheru toujours en deux sets. Elle perd en huitième de finale en trois sets, face à la Chinoise Li Na.
Marion commence la tournée américaine des tournois dits « Mandatory Premier Events » composée d'Indian Wells et de Miami. À Miami, elle bat au 2e tour la Slovaque Magdaléna Rybáriková en deux sets. Au 3e tour, elle se défait de l'Argentine Gisela Dulko toujours en deux sets. En huitième de finale, elle bat la tête de série no 1 du tournoi et 4e mondiale, Svetlana Kuznetsova. Puis en quart de finale, elle met fin aux espoirs de la tête de série no 12, la Belge Yanina Wickmayer en deux sets. L'Américaine Venus Williams, 5e mondiale, l'élimine en deux sets en demi-finale.
Marion n'aborde pas la saison de terre battue dans les meilleures dispositions. Elle abandonne dès le 2e tour face à la Chinoise Peng Shuai. Puis bloquée aux États-Unis du fait de l'épisode volcanique et manifestement hors de forme, elle perd en deux sets face à l'Australienne Samantha Stosur à Stuttgart. En manque de préparation et de confiance, elle perdra successivement à Madrid et à Varsovie.
Marion aborde ainsi Roland-Garros en tant que tête de série no 13, mais sans référence sur terre battue, excepté sa victoire sur Polona Hercog. Elle bat au premier tour l'Italienne Maria Elena Camerin, au 2e tour la Française Olivia Sanchez, puis s'incline face à l'Israélienne Shahar Peer. Grâce à ce 3e tour, Marion gagne deux places au classement WTA et se classe désormais douzième joueuse mondiale.
La mini-saison sur gazon permet à Marion Bartoli d'atteindre pour la 4e année consécutive les demi-finales du Tournoi d'Eastbourne. Mais elle doit s'incliner face à la Biélorusse Victoria Azarenka en deux sets. Dans la foulée, elle passe pour la 7e fois consécutive le 1er tour du tournoi de Wimbledon face à l'Allemande Julia Görges. Le forfait de la jeune Croate Petra Martić lui permet d'accéder au 3e tour sans jouer. Elle bat la Hongroise Gréta Arn, mais finit par s'incliner en huitièmes de finale face à la Bulgare Tsvetana Pironkova, future demi-finaliste du tournoi.
La tournée américaine se poursuit en 2010 à San Diego. Tête de série no 6, Marion Bartoli perd au 1er tour face à la Slovaque Daniela Hantuchová, non sans avoir disposé de 3 balles de match.
Sa défaite prématurée au Tournoi de tennis de San Diego a permis à Marion d'arriver tôt à Cincinnati et de s'acclimater à la chaleur moite de la ville. Cela paie puisqu'elle bat successivement l'Espagnole Anabel Medina Garrigues, l'Ukrainienne Alona Bondarenko et la troisième joueuse mondiale Caroline Wozniacki en deux sets.
Le dernier tournoi de l'US Open Series a lieu à New Haven. Tête de série no 6, Marion se défait difficilement au 1er tour de l'Ukrainienne Alona Bondarenko, 30e mondiale, qu'elle vient pourtant de battre en deux sets au 2e tour de Cincinnati. Elle bat au tour suivant l'Australienne Anastasia Rodionova. En quart de finale, Marion est stoppée par Elena Dementieva au terme d'un combat de trois heures. Probablement usée par cette débauche d'efforts, victime de douleurs violentes derrière les cuisses, Marion Bartoli ne peut défendre complètement ses chances face à Virginie Razzano au 2e tour de l'US Open.
La tournée asiatique est également marquée par des évènements imprévisibles. Après des victoires convaincantes à Tokyo, Marion abandonne face à sa bête noire de 2010 Victoria Azarenka. Puis elle subit la loi d'Ana Ivanović à Pékin. À l'Open du Japon, elle s'incline en demi-finale face à la Thaïlandaise Tamarine Tanasugarn.
En dépit d'une saison sans véritable coup d'éclat, marquée par les échecs répétés face à la Biélorusse Victoria Azarenka sur des matchs à forts enjeux, Marion Bartoli se maintient pour la 5e année consécutive dans le top 20 mondial et conserve sa place de première joueuse française.

### Saison 2011: le retour au premier plan
Marion Bartoli change de stratégie pour l'année 2011. Elle commence sa saison à Brisbane comme en 2009. Elle y atteint facilement les demi-finales, avant de s'incliner face à l'Allemande Andrea Petkovic au terme d'une rencontre qu'elle a d'abord dominée avant de lâcher prise.
Avant l'Open d'Australie, Marion est tête de série no 1 à Hobart en Tasmanie, tournoi qu'elle joue pour la première fois de sa carrière. Elle atteint les quarts de finale, battue par Klára Koukalová en éliminant notamment au 1er tour l'ancienne numéro 1 mondiale Dinara Safina sur le score très sec de 6-0, 6-1.
Marion Bartoli aborde l'Open d'Australie en tant que tête de série no 15. Au 1er tour, elle bat sèchement (6-0, 6-0) la vétérante Italienne Tathiana Garbin, qui joue pour l'occasion le dernier match de sa carrière. Le 2e tour face à la jeune Russe Vesna Manasieva lui est fatal du fait d'une déchirure du soléaire, un muscle du mollet, après le gain du premier set.
Marion devait être absente du circuit pendant au moins 6 semaines, mais sa guérison a été plus rapide que prévu. Après deux semaines sans pouvoir marcher et seulement 5 jours d'entraînement, elle fait un retour victorieux lors du tournoi Premier 5 de Dubaï, qu'elle aborde en tant que tête de série no 10. Elle bat au 1er tour la Japonaise Kimiko Date Krumm et au 2e tour la Suissesse Timea Bacsinszky. Mais elle bute pour la 6e fois de sa carrière sur l'obstacle Agnieszka Radwańska, 10e mondiale.
La tournée moyen-orientale se poursuit au Qatar. Marion bat au 1er tour la nouvelle top 20 Alisa Kleybanova, puis au 2e tour la 12e mondiale, l'Israélienne Shahar Peer sur un score sans appel de 6-1, 6-0. Sa victoire en quart de finale face à la Chinoise Peng Shuai (6-2, 6-2) lui donne le droit d'affronter la numéro un mondiale Caroline Wozniacki en demi-finale. Mais contrairement à leurs deux dernières confrontations à l'avantage de Marion, ce match se conclut par une victoire nette de la joueuse Danoise (1-6, 1-6).
Avant d'aborder la tournée américaine de mars, Marion fait une halte en Malaisie. Elle aborde ce tournoi en tant que tête de série no 2 et bat au 1er tour l'Italienne Maria Elena Camerin. Son adversaire du 2e tour, la Russe Ekaterina Ivanova (en), ne fait guère plus illusion. En quart de finale, la Tchèque Lucie Šafářová bat pour la première fois en 4 rencontres une Marion Bartoli diminuée.
Marion Bartoli aborde Indian Wells en tant que tête de série no 15, et bénéficie de ce fait d'une exemption au 1er tour. Elle vient à bout au 2e tour de la Roumaine Monica Niculescu, qui sort des qualifications, puis de l'Allemande Andrea Petkovic, tête de série no 21, au 3e tour. Elle profite de l'abandon de Kim Clijsters, tête de série no 2 en huitièmes de finale, victime d'une blessure à l'épaule droite alors que le score était de 6-3, 1-3 pour la Belge. En quart de finale, elle bat en deux sets la Serbe Ana Ivanović, tête de série no 19 sur le score de 6-4, 7-64, à l'issue d'une belle bataille tactique. En demi-finale, elle bat la Belge Yanina Wickmayer, tête de série no 23, sur le score de 6-1, 6-3.
Elle s'incline face à Caroline Wozniacki, no 1 mondiale et finaliste de l'édition 2010 sur le score de (1-6, 6-2, 3-6). À la suite de cette finale, Marion Bartoli retrouve le top 10 qu'elle avait quitté en juin 2008.

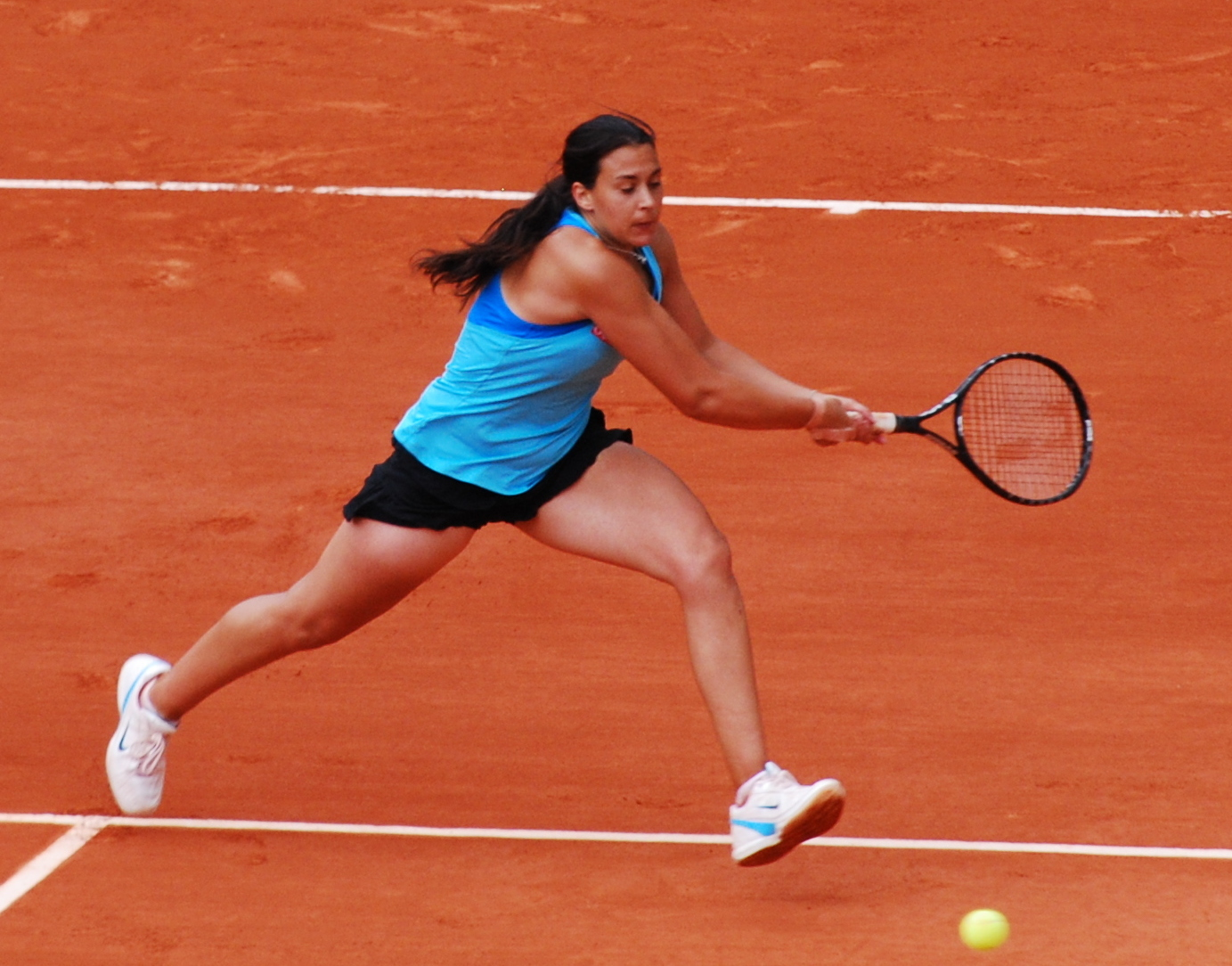
Marion Bartoli à Roland-Garros en 2011.

À peine le temps de savourer ce beau parcours, Marion est de nouveau sur le pont à Miami. Tête de série no 15 et bénéficiant d'une exemption au 1er tour, elle affronte la Japonaise Ayumi Morita au 2e tour et la bat (6-3, 2-6, 6-1), surmontant un coup de fatigue au milieu du match. Elle élimine ensuite la Russe Ekaterina Makarova et perd en 3 sets face à la numéro trois mondiale Vera Zvonareva en huitième de finale.
En parallèle de ce tournoi, les discussions entre Marion et le staff de l'équipe de France de Fed Cup n'ont toujours pas débouché sur un compromis acceptable par les deux parties.
Charleston marque le démarrage de la saison sur terre battue, verte en l'occurrence dans le sud des États-Unis. Tête de série no 4, Marion intègre le tableau directement au 2e tour et rencontre l'Allemande Sabine Lisicki qui la bat sur le score de 2-6, 3-6. Au tournoi de Stuttgart, elle est éliminée dès le second tour (4-6, 2-6) par l'Allemande Kristina Barrois, 79e mondiale. La suite de sa saison sur terre n'est pas meilleure. À Barcelone, elle est battue dès le premier tour par Magdaléna Rybáriková. Lors du tournoi « Premier Mandatory » de Madrid, elle sort facilement la qualifiée Roumaine Simona Halep (6-4, 6-1). Son second match est une défaite face à la jeune Russe Anastasia Pavlyuchenkova, après avoir obtenu une balle de set dans la première manche. Après une défaite au deuxième tour du Tournoi de Rome, face à Anabel Medina Garrigues, Marion Bartoli se qualifie pour la finale des Internationaux de Strasbourg où, en vue de se préserver pour Roland-Garros, elle préfère abandonner à cause d'une blessure à la cuisse, alors qu'elle était menée (6-4, 1-0) par Andrea Petkovic.
À Roland-Garros, Marion se présente sur le court central dès le lundi, deux jours après son abandon, en tant que tête de série numéro 11. Après un début de match catastrophique (15 fautes directes pour 3 coups gagnants dans le premier set), elle s'en sort face à la Géorgienne Anna Tatishvili (1-6, 6-2, 6-1). Elle doit également batailler trois sets aux tours suivants, tout d'abord face à Olga Govortsova (6-4, 6-7, 6-2, en près de 3 heures) puis face à la tête de série no 17, Julia Görges (3-6, 6-2, 6-4). Pour son second huitième de finale Porte d'Auteuil après celui de 2007, elle profite de l'abandon de l'Argentine Gisela Dulko (7-5, 1-0, ab.) pour se qualifier pour les quarts de finale du tournoi parisien, une première dans sa carrière. Elle se qualifie pour la demi-finale, en battant Svetlana Kuznetsova, lauréate du tournoi en 2009, en s'imposant sur le score de (7-64, 6-4), remportant à cette occasion sa 400e victoire sur le circuit. Elle échoue aux portes de la finale face à la tenante du titre, Francesca Schiavone (3-6, 3-6). Cette belle performance lui permet de retrouver le neuvième rang à la WTA, soit son meilleur classement.
Marion retrouve le gazon à Eastbourne, où elle reste sur 4 demi-finales consécutives. Elle s'en sort de justesse au 1er tour face à la 32e mondiale Lucie Šafářová en 3 sets, après avoir sauvé une balle de match. Elle retrouve sur sa route comme l'année précédente la gauchère Espagnole María José Martínez Sánchez, qu'elle bat cette fois en 2 sets. Elle atteint pour la 5e fois consécutive la demi-finale, en battant sa plus grande bête noire du circuit, la Biélorusse 5e mondiale Victoria Azarenka (6-2, 2-0, ab.), contre qui elle avait échoué 4 fois en 2010. La demi-finale contre l'Australienne Sam Stosur est reportée d'un jour en raison des intempéries, ce qui oblige les joueuses à disputer les demi-finales et la finale le même jour. Ainsi, Marion Bartoli dispose de Sam Stosur (6-3, 6-1) en 1 h 10 et de Petra Kvitová en finale sur le score de (6-1, 4-6, 7-5), et ce malgré une cuisse récalcitrante. Marion Bartoli remporte ainsi le sixième titre de sa carrière, le premier sur gazon.
Wimbledon démarre sous les meilleurs auspices avec une victoire express face à la championne Wimbledon Junior 2010 Kristýna Plíšková (6-0, 6-2). Au second tour, Marion Bartoli gagne face à l'Espagnole Lourdes Domínguez Lino (4-6, 7-5, 6-2), en sauvant au passage 3 balles de match, sur un court particulièrement lent. Le lendemain, elle élimine l'Italienne Flavia Pennetta en 3 sets (5-7, 6-4, 9-7) après avoir intimé l'ordre à ses parents de quitter le court à 5-7, 1-2. Elle se qualifie donc pour les huitièmes de finale, où elle doit faire face à la tenante du titre, l'Américaine Serena Williams. Elle parvient à battre pour la première fois de sa carrière la légende Américaine (6-3, 7-66) et se donne le droit d'affronter Sabine Lisicki en quarts de finale. Face à l'Allemande, Marion efface trois balles de match à 6-4, 5-4 et remporte le deuxième set au tie-break, mais finit par s'incliner au troisième set (4-6, 7-64, 1-6). Le puissant mental de la tricolore durant cette quinzaine lui a permis d'arriver au stade des quarts de finale d'un tournoi du Grand Chelem pour la quatrième fois de sa carrière.
Classée 9e mondiale et 6e à la race, Marion a pour objectif de consolider sa place qualificative pour les Masters d'Istanbul lors de l'US Open. Elle a donc décidé d'alléger à 3 tournois l'US Open Series en ne disputant que les tournois de Stanford, Toronto et Cincinnati.
À Stanford, Marion aborde le tournoi 2011 en tant que tête de série no 3 et intègre donc le tableau au 2e tour. Pour ce match de rentrée après 28 jours de repos, elle s'impose face à la Canadienne Rebecca Marino en 2 sets. Puis pour son 7e quart de finale de l'année, elle domine largement la Japonaise Ayumi Morita dans le 1er set (6-1) avant que celle-ci se décide d'abandonner après l'aggravation d'une blessure à la cheville droite survenue à 3-0, 15-0*. Elle gagne le droit de disputer sa 4e finale de l'année face à Serena Williams après le forfait sur blessure de la Slovaque Dominika Cibulková. Cette finale qui a une saveur de revanche par rapport à Wimbledon tourne en faveur de l'Américaine qui, après avoir été menée 2-4 et 3 balles de 2-5, retourne la situation et l'emporte (7-5, 6-1) face à une Marion Bartoli visiblement diminuée par une blessure à la main.
À Toronto, Marion Bartoli est cette fois tête de série no 9 ; mais elle se fait sortir dès le premier tour à la surprise générale par la Kazakhe Galina Voskoboeva (6-3, 6-3). La semaine suivante à Cincinnati, elle étrille Alona Bondarenko (6-1, 6-2) pour son premier match, mais sombre ensuite face à Daniela Hantuchová (3-6, 7-5, 3-6).
N'ayant que peu de repères avant d'aborder l'US Open, elle demande et obtient une invitation pour le tournoi de New Haven. Elle doit jouer de nouveau contre Daniela Hantuchová, mais celle-ci déclare forfait pour blessure et rencontre donc une qualifiée, l'Australienne Anastasia Rodionova, qu'elle bat sans trop de soucis (6-1, 6-4), puis elle bat Klára Koukalová (6-2, 2-6, 6-1). Elle s'incline en quart de finale contre Petra Cetkovská (5-7, 5-7).
Lors de l'US Open, Marion passe le premier tour face à la Russe Alexandra Panova (7-5, 6-3), mais s'incline au second tour devant l'Américaine Christina McHale (62-7, 2-6).
Après avoir participé à l'inauguration de nouveaux courts couverts dans son club de Divonne-les-Bains, Marion enchaîne sur une très longue tournée asiatique qui démarre à Seoul. Mais le très bon parcours d'Agnieszka Radwańska à Tokyo et Pékin met pratiquement fin aux espoirs de Marion de se qualifier directement pour le Masters d'Istanbul. La victoire de la numéro un française au tournoi d'Osaka face à l'Australienne Samantha Stosur en finale, tête de série no 1, sur le score expéditif de (6-3, 6-1) permet d'entretenir l'espoir. Elle lui assure une place de première remplaçante à Istanbul. Un succès final au tournoi de Moscou aurait pu lui permettre de repasser devant Agnieszka Radwańska au classement. Malheureusement, après une belle victoire face à la Russe Ksenia Pervak, percluse de fatigue, Marion Bartoli ne se présente pas sur le court pour affronter Elena Vesnina.
Première remplaçante aux Masters comme en 2007, Marion profite du forfait de Maria Sharapova pour participer au dernier match de poule face à Victoria Azarenka. Elle gagne ce match pour l'honneur en 3 sets.
La victoire à Osaka lui ouvre le droit de participer pour la 2e fois au tournoi des Championnes qui se déroule à Bali. Malheureusement, après avoir laissé passer 2 balles de match, Marion doit abandonner au début du 3e set face à l'Espagnole Anabel Medina Garrigues, arrêtée dans son élan par une blessure à la cheville droite.
À 27 ans, Marion Bartoli a réalisé la meilleure saison de sa carrière, finissant pour la première fois une année avec un classement à un seul chiffre. Sa première place au classement national 2012 est incontestable. Elle résume sa saison dans cette vidéo de la Fédération française de tennis.

### Saison 2012: meilleur classement de sa carrière, puis sortie du top 10
Parfaitement rétablie de son entorse à la cheville, Marion Bartoli participe pour la première fois à la Coupe Hopman en compagnie de Richard Gasquet. Elle perd le match inaugural face à la gagnante de Roland Garros Li Na, en cette veille de jour de l'an mais se rattrape dans le double mixte avec une victoire nette face aux Chinois.
Marion enchaîne avec le tournoi de Sydney qu'elle aborde en tant que tête de série no 8. Elle domine la Slovène Polona Hercog puis l'Australienne Jelena Dokić mais s'incline devant Victoria Azarenka.
À l'Open d'Australie de Melbourne, elle retrouve Jelena Dokic au 2e tour pour la deuxième fois en dix jours et en sort une nouvelle fois victorieuse. Malheureusement, la Chinoise Zheng Jie met fin à son parcours, comme en 2010. En dépit de cette défaite prématurée par rapport à ses ambitions, Marion Bartoli atteint le meilleur classement de sa carrière à l'issue de la tournée australienne, soit la 7e place mondiale.
Elle inaugure ce meilleur classement lors de l'Open GDF Suez à Paris. Tête de série no 2, elle entre directement au 2e tour. Mais lors d'une finale à rebondissement, Marion cède devant l'Allemande Angelique Kerber en trois sets.
Au Tournoi de tennis de Miami, elle entre directement au deuxième tour, où elle bat Polona Hercog, Simona Halep, Maria Kirilenko puis la première mondial Victoria Azarenka, au terme d'un match mettant fin à la série de vingt-six victoires consécutives réalisée par la Biélorusse. Après le match, Bartoli déclare que c'était l'un des meilleurs de sa carrière. Elle s'incline en demi-finale face à Agnieszka Radwanska, souffrant de contractures aux adducteurs dès les premiers points du match.
Afin d'optimiser la transition entre les surfaces en dur et la terre battue rouge européenne, Marion dispute régulièrement le tournoi de Charleston qui se joue sur une terre battue verte assez rapide. Tête de série no 2, elle n'intègre le tableau qu'au 2e tour et vient à bout de la Russe Vera Dushevina en trois sets. Mais au 2e tour de Roland-Garros, Marion Bartoli s'incline face à la Croate Petra Martić.
Lors de l'US Open 2012, elle se qualifie en quart de finale en éliminant successivement Jamie Hampton, Kristina Mladenovic, Romina Oprandi et enfin la cinquième mondiale Petra Kvitová. En quart de finale, elle mène rapidement 4-0 face à Maria Sharapova mais la pluie entraîne un report de la suite de la partie au lendemain. Malheureusement, c'est finalement Maria Sharapova qui s'imposera 6-4.
Marion Bartoli participe ensuite à l'Open de Chine, où elle élimine successivement Bojana Jovanovski, Ayumi Morita et Julia Görges et se qualifie en demi-finale où elle s'inclinera face Victoria Azarenka, première joueuse mondiale.

### Saison 2013: une sortie en beauté avec son premier titre enGrand Chelemà Wimbledon
À l'Open d'Australie, Marion Bartoli est tête de série no 11. Elle élimine l'Espagnole Anabel Medina Garrigues puis la Serbe Vesna Manasieva, qui lui avait laissé un mauvais souvenir deux ans auparavant puisque la Française était ressortie du match avec une déchirure de cinq centimètres au mollet. Elle atteint le 3e tour où elle affronte Ekaterina Makarova mais échoue une nouvelle fois aux portes des huitièmes de finale, à Melbourne. Marion a déclaré après sa défaite : « C'est vrai qu'il y a beaucoup de frustration, parce que le niveau de jeu n'était pas au rendez-vous aujourd'hui. […] Je ne peux pas accepter de perdre un match comme ça, de cette façon là. ».
Marion concourt ensuite à l'Open GdF Suez, à Paris, où elle est tête de série no 3, ce qui signifie qu'elle est exemptée de 1er tour. Elle se défait de Christina McHale mais échoue au tour suivant face à l'Allemande et future lauréate du tournoi, Mona Barthel.
À Doha, elle s'impose face à Francesca Schiavone mais est éliminée au tour suivant par Svetlana Kuznetsova. Lors de l'Open de Dubaï, elle vainc la Tchèque Klára Koukalová et bénéficie du forfait de Serena Williams au tour suivant. Elle est finalement éliminée par Caroline Wozniacki.
Marion participe à l'Open d'Indian Wells, où elle bat Chanelle Scheepers et Svetlana Kuznetsova avant de chuter contre Sara Errani, alors 8e mondiale. Puis, exemptée de 1er tour à Miami, elle abandonne lors de son 2e tour face à Andrea Petkovic à cause d'une blessure au pied gauche.
Au Monterrey, elle est éliminée dès le premier tour par Coco Vandeweghe. Même scénario à Estoril où elle est battue par Peng Shuai. À l'Open de Madrid, elle est éliminée au 3e tour par Ekaterina Makarova après avoir vaincu Elena Vesnina et María Teresa Torró Flor. À la suite d'une blessure à la cheville droite contractée à Madrid, elle est contrainte de déclarer forfait pour les Internationaux d'Italie. Alors qu'elle est tête de série no 1 à Strasbourg, elle est éliminée dès son entrée en lice par Camila Giorgi (3-6, 2-6).
À Roland-Garros, elle remporte son premier tour face à Olga Govortsova, son deuxième tour contre Mariana Duque Mariño mais perd sévèrement au troisième tour face à Francesca Schiavone (2-6, 1-6) en passant complètement à côté de son match.
Début du gazon, lors du Tournoi d'Eastbourne, elle bat Flavia Pennetta mais déclare forfait ensuite contre Li Na pour cause d'infection virale. En effet, la Française ne souhaite prendre aucun risque à l'approche de Wimbledon.
Après une première moitié de saison décevante, elle trouve le déclic à Wimbledon où elle est tête de série 15 dans un tableau qui voit une hécatombe parmi les principales têtes de série (dix-sept des trente deux têtes de série sont éliminées aux premier et second tours). Saisissant l'occasion d'atteindre les quarts de finales en passant Elina Svitolina, Christina McHale, puis les Italiennes Camila Giorgi et Karin Knapp pour devenir la dernière représentante du tennis français dans le tournoi,. Elle réussit à passer Sloane Stephens alors tête de série no 17 (6-4, 7-5) en 1 h 41 pour intégrer le dernier carré, la troisième demie de Grand Chelem de sa carrière à Wimbledon,. À ce stade, elle affronte une novice, la Belge Kirsten Flipkens tête de série no 20, qu'elle vainc (6-1, 6-2) facilement en tout juste une heure de jeu dans un match maîtrisé,. C'est la deuxième fois de sa carrière qu'elle atteint la finale d'un tournoi du Grand Chelem et également sa deuxième finale à Wimbledon, après celle de 2007. Elle remporte le tournoi en battant l'Allemande Sabine Lisicki, tête de série no 23 (6-1, 6-4) en 1 h 21, qui était la tombeuse de Samantha Stosur [8] (3e tour), Serena Williams [1] (4e tour) et Agnieszka Radwańska [4] (en ½ finale). Marion Bartoli est la troisième Française sacrée à Wimbledon, après Suzanne Lenglen et Amélie Mauresmo. Également la troisième Française victorieuse en tournoi du Grand Chelem depuis 1968, après Mary Pierce et Amélie Mauresmo,. C'est également la première fois de sa carrière qu'elle remporte un tournoi du Grand Chelem, et elle égale ainsi après le tournoi son meilleur classement, soit la 7e place mondiale.
Elle établit un record en devenant la première joueuse à remporter un Grand Chelem en ne rencontrant aucune des 15 premières joueuses au classement WTA. Enfin, elle bat le record de persévérance sur le circuit en gagnant son premier titre en Grand Chelem au terme de sa 47e participation.
Elle indique après le match que son couronnement ici à Wimbledon, est « un rêve qu'elle avait depuis l'âge de six ans et qui est devenu réalité », et elle ajoute qu'elle « espère y revenir l'an prochain ». Sa victoire a suscité de nombreuses réactions, notamment venant d'anciennes joueuses comme Amélie Mauresmo ; mais aussi du Président de la République François Hollande, lui adressant « ses félicitations les plus vives après s'être imposée devant toutes les favorites, grâce à sa combativité et à son courage » et indiquant que « ce titre fait honneur au tennis français, au sport féminin et à tout le sport français », ainsi que par les classes politiques.
Elle participe ensuite à l'Open du Canada, à Toronto, où elle est tête de série no 7. Elle continue sur sa bonne dynamique en battant facilement lors du premier tour l'Américaine Lauren Davis (6-0, 6-3), mais doit abandonner lors de son second tour contre Magdaléna Rybáriková alors qu'elle était menée 65-7 0-1 (15-40), en raison d'une douleur abdominale.
La semaine suivante, le 14 août, elle s'incline au second tour de l'Open de Cincinnati face à Simona Halep (6-3, 4-6, 1-6), puis annonce contre toute attente après le match qu'elle met, à 28 ans, un terme à sa carrière de joueuse de tennis professionnelle. Cette décision est principalement due au fait que « son corps n'arrive plus à tout supporter » et qu'elle a « mal partout après 45 minutes ou une heure de jeu »,. Elle indique ensuite : « Il y a plein d'autres choses à faire à part jouer au tennis. J'ai juste besoin d'un peu de temps… J'ai le droit de passer à autre chose. Mon père n'a pas été surpris, il savait que j'étais épuisée ». L'annonce de cette retraite a suscité de nombreuses réactions dans le monde tennistique, mais aussi dans le sport français en général.
Peu de temps après cette annonce, elle indique qu'elle commence déjà sa reconversion, puisqu'elle intégrera la chaîne Eurosport en tant que consultante lors de l'US Open, débutant le 26 août. Le 25 août, elle indique n'avoir « aucun regret » d'avoir annoncé sa fin de carrière, avant d'ajouter qu'elle n'écarte pas totalement l'idée d'un retour car « on ne sait jamais ce qu'il va se passer, je suis toujours dans le classement (WTA). C'est difficile de dire que je ne reviendrai jamais ».

### Tentative de retour à la compétition
Le 19 décembre 2017, Marion Bartoli annonce son retour sur les courts professionnels de tennis avec un programme commençant au mois de mars 2018 à Miami. Voulant retrouver son meilleur niveau, elle se fixe à long terme « [d']achever ce qu'[elle] n'a pas pu faire en 2013 » : remporter un nouveau tournoi du Grand Chelem et participer aux Jeux olympiques de 2020 à Tokyo. Elle fait son retour sur les courts, début mars, au Tie Break Tens (en) à New York, où elle s'incline sur le score de 5-10, face à Serena Williams, elle aussi de retour sur le circuit. Cependant, peu satisfaite de son jeu, la Française annonce ensuite qu'elle ne rejouera qu'au moment où elle se sentira en pleine possession de ses moyens, restant ainsi vague sur la suite de sa saison. En juin, elle annonce qu'elle souffre toujours de douleurs à son épaule droite et doit abandonner sa tentative de retour sur le circuit professionnel.
Elle participe ensuite au Trophée des Légendes 2019 à Roland-Garros, puis à Wimbledon où elle atteint la finale avec Daniela Hantuchová.

## Carrière post tennis
Fin 2013, elle participe à la première saison de l'émission de M6 : Ice Show, au côté notamment de Richard Virenque et Kenza Farah. Elle est coachée par Gwendal Peizerat, comme le chanteur Merwan Rim. Finalement elle a dû renoncer à participer au show, à la suite de douleurs apparues lors des entraînements.
Elle annonce plusieurs projets comme dessiner sa propre collection de bijoux et lancer ses collections d'articles de sport, de chaussures (elle est diplômée de la Central Saint Martins à Londres). Elle crée une ligne de bijoux pour le joaillier Maty, une ligne de vêtements avec Fila et des sneakers de luxe.
Elle lance son propre yoghourt glacé à l'occasion de Wimbledon.
Le 2 mars 2015, elle tweete et s'interroge sur son retour ou non au tennis. Après l'emballement des journalistes et de ses fans, elle met finalement un terme à la rumeur d'un retour : « Je voulais juste impliquer mes fans, voir ce qu'ils pensaient à mon sujet ».
En 2015, elle est marraine de la 50e Soisbault Reina Cup qui se déroule du 1er au 5 aout 2015 à Granville dans la Manche. Sa présence fait le lien entre son ancienne carrière de tenniswoman et sa nouvelle carrière dans la mode en venant dans la ville de naissance de Christian Dior.
En 2016, alors qu'elle devait jouer à Wimbledon dans la catégorie Seniors aux côtés de la Britannique Anne Keothavong, elle est remplacée par la Britannique Melanie South sur décision des organisateurs du tournoi qui se sont appuyés sur les constatations d'un médecin concernant son état de santé et son importante perte de poids. Victime d'un virus inconnu, ou possiblement d'anorexie, qui lui a fait perdre près de 30 kg en un an et l'a conduite à être hospitalisée en Italie, elle annonce en novembre 2016 aller mieux et avoir été victime d'une relation toxique et destructrice qui lui avait ôté toute confiance en elle. Ayant repris 10 kg, elle participe et termine le marathon de New York, qu'elle court pour l'association Team for Kids.
Elle a créé une société avec son père afin de gérer ses contrats de mode et ses droits à l'image, Win by Marion.
En 2019, elle publie Renaître avec Géraldine Maillet. Dans ce livre autobiographique, elle attribue notamment sa perte de poids de 2016 à un régime amaigrissant qu'elle aurait suivi sous les pressions de son compagnon pervers narcissique de l'époque.
En septembre 2020, elle est commentatrice sportive à Roland-Garros et interviewe les joueuses en fin de partie.
Pendant Roland Garros 2021, Marion Bartoli devient consultante pour Prime Video.
À la rentrée 2021, elle rejoint RMC et participe à l'émission Les Grandes Gueules du sport animé par Jean-Christophe Drouet. À partir de la rentrée 2022, elle dispose même de sa propre émission, chaque dimanche soir à 19h, intitulée Bartoli Time, dans laquelle elle revient sur les temps forts sportifs du week-end.
En 2023, elle participe à la saison 4 de Mask Singer sur TF1.

## Palmarès

### Titres en simple dames
| No | Date       | Nom et lieu du tournoi              | Catégorie | Dotation     | Surface         | Finaliste       | Score         |          |
| -- | ---------- | ----------------------------------- | --------- | ------------ | --------------- | --------------- | ------------- | -------- |
| 1  | 02-01-2006 | ASB Classic, Auckland               | Tier IV   | 145 000 $    | Dur (ext.)      | Vera Zvonareva  | 6-2, 6-2      | Parcours |
| 2  | 02-10-2006 | AIG Japan Open, Tokyo               | Tier III  | 175 000 $    | Dur (ext.)      | Aiko Nakamura   | 2-6, 6-2, 6-2 | Parcours |
| 3  | 30-10-2006 | Challenge Bell, Québec              | Tier III  | 175 000 $    | Moquette (int.) | Olga Puchkova   | 6-0, 6-0      | Parcours |
| 4  | 02-03-2009 | Abierto Monterrey, Monterrey        | Intern'l  | 220 000 $    | Dur (ext.)      | Li Na           | 6-4, 6-3      | Parcours |
| 5  | 27-07-2009 | Bank of the West Classic, Stanford  | Premier   | 700 000 $    | Dur (ext.)      | Venus Williams  | 6-2, 5-7, 6-4 | Parcours |
| 6  | 13-06-2011 | AEGON International, Eastbourne     | Premier   | 618 000 $    | Gazon (ext.)    | Petra Kvitová   | 6-1, 4-6, 7-5 | Parcours |
| 7  | 10-10-2011 | HP Japan Women's Open Tennis, Osaka | Intern'l  | 220 000 $    | Dur (ext.)      | Samantha Stosur | 6-3, 6-1      | Parcours |
| 8  | 24-06-2013 | The Championships, Wimbledon        | G. Chelem | 16 775 934 $ | Gazon (ext.)    | Sabine Lisicki  | 6-1, 6-4      | Parcours |

### Finales en simple dames
| No | Date       | Nom et lieu du tournoi                   | Catégorie | Dotation    | Surface      | Vainqueure          | Score          |          |
| -- | ---------- | ---------------------------------------- | --------- | ----------- | ------------ | ------------------- | -------------- | -------- |
| 1  | 11-09-2006 | Wismilak International, Bali             | Tier III  | 225 000 $   | Dur (ext.)   | Svetlana Kuznetsova | 7-5, 6-2       | Parcours |
| 2  | 07-05-2007 | ECM Open, Prague                         | Tier IV   | 145 000 $   | Terre (ext.) | Akiko Morigami      | 6-1, 6-3       | Parcours |
| 3  | 25-06-2007 | The Championships, Wimbledon             | G. Chelem | 9 221 372 $ | Gazon (ext.) | Venus Williams      | 6-4, 6-1       | Parcours |
| 4  | 14-07-2008 | Bank of the West Classic, Stanford       | Tier II   | 600 000 $   | Dur (ext.)   | Aleksandra Wozniak  | 7-5, 6-3       | Parcours |
| 5  | 05-01-2009 | Brisbane International, Brisbane         | Intern'l  | 220 000 $   | Dur (ext.)   | Victoria Azarenka   | 6-3, 6-1       | Parcours |
| 6  | 04-11-2009 | C. Bank Tournament of Champions, Bali    | Intern'l  | 600 000 $   | Dur (int.)   | Aravane Rezaï       | 7-5, ab.       | Parcours |
| 7  | 09-03-2011 | BNP Paribas Open, Indian Wells           | PREMIER*  | 4 500 000 $ | Dur (ext.)   | Caroline Wozniacki  | 6-1, 2-6, 6-3  | Parcours |
| 8  | 16-05-2011 | Internationaux de Strasbourg, Strasbourg | Intern'l  | 220 000 $   | Terre (ext.) | Andrea Petkovic     | 6-4, 1-0, ab.  | Parcours |
| 9  | 25-07-2011 | Bank of the West Classic, Stanford       | Premier   | 721 000 $   | Dur (ext.)   | Serena Williams     | 7-5, 6-1       | Parcours |
| 10 | 06-02-2012 | Open GDF Suez, Paris                     | Premier   | 637 000 $   | Dur (int.)   | Angelique Kerber    | 7-63, 5-7, 6-3 | Parcours |
| 11 | 16-07-2012 | Mercury Insurance Open, Carlsbad         | Premier   | 740 000 $   | Dur (ext.)   | Dominika Cibulková  | 6-1, 7-5       | Parcours |

### Titres en double dames
| No | Date       | Nom et lieu du tournoi               | Catégorie | Dotation  | Surface      | Partenaire          | Finalistes                        | Score    |          |
| -- | ---------- | ------------------------------------ | --------- | --------- | ------------ | ------------------- | --------------------------------- | -------- | -------- |
| 1  | 05-04-2004 | GP Princesse Lalla Meryem Casablanca | Tier V    | 110 000 $ | Terre (ext.) | Émilie Loit         | Els Callens Katarina Srebotnik    | 6-4, 6-2 | Parcours |
| 2  | 31-01-2005 | Volvo Women’s Open Pattaya           | Tier IV   | 170 000 $ | Dur (ext.)   | Anna-Lena Grönefeld | Marta Domachowska Silvija Talaja  | 6-3, 6-2 | Parcours |
| 3  | 08-05-2006 | ECM Open Prague                      | Tier IV   | 145 000 $ | Terre (ext.) | Shahar Peer         | Ashley Harkleroad Bethanie Mattek | 6-4, 6-4 | Parcours |

### Finales en double dames
| No | Date       | Nom et lieu du tournoi        | Catégorie | Dotation  | Surface         | Vainqueures                              | Partenaire            | Score          |          |
| -- | ---------- | ----------------------------- | --------- | --------- | --------------- | ---------------------------------------- | --------------------- | -------------- | -------- |
| 1  | 03-02-2003 | Open Gaz de France Paris      | Tier II   | 585 000 $ | Moquette (int.) | Barbara Schett Patty Schnyder            | Stéphanie Cohen-Aloro | 2-6, 6-2, 7-65 | Parcours |
| 2  | 20-10-2003 | Generali Ladies Linz          | Tier II   | 585 000 $ | Dur (int.)      | Liezel Huber Ai Sugiyama                 | Silvia Farina         | 6-1, 7-66      | Parcours |
| 3  | 11-10-2004 | Tournoi de Tachkent Tachkent  | Tier IV   | 140 000 $ | Dur (ext.)      | Adriana Serra Zanetti Ant. Serra Zanetti | Mara Santangelo       | 1-6, 6-3, 6-4  | Parcours |
| 4  | 08-01-2007 | Medibank International Sydney | Tier II   | 600 000 $ | Dur (ext.)      | Anna-Lena Grönefeld Meghann Shaughnessy  | Meilen Tu             | 6-3, 3-6, 7-62 | Parcours |

### Finale en double mixte
| No | Date       | Nom et lieu du tournoi        | Catégorie | Dotation      | Surface    | Vainqueures                 | Partenaire      | Score        |          |
| -- | ---------- | ----------------------------- | --------- | ------------- | ---------- | --------------------------- | --------------- | ------------ | -------- |
| 1  | 31-12-2011 | Hyundai Hopman Cup XXIV Perth | ITF       | 1 000 000 AU$ | Dur (int.) | Petra Kvitová Tomáš Berdych | Richard Gasquet | 2 matchs à 0 | Parcours |

## Parcours en Grand Chelem

### Victoire (1)
| Année | Tournoi   | Adversaire en finale | Score    |
| 2013  | Wimbledon | Sabine Lisicki       | 6-1, 6-4 |

### Finale (1)
| Année | Tournoi   | Adversaire en finale | Score    |
| 2007  | Wimbledon | Venus Williams       | 4-6, 1-6 |

### En simple dames
| Année | Open d'Australie                                                   | Open d'Australie                                                   | Internationaux de France                                           | Internationaux de France                                           | Wimbledon                                                        | Wimbledon     | US Open         | US Open |
| 2001  | —                                                                  | —                                                                  | 1er tour (1/64) \|\| style="text-align:left" \| Catalina Castaño   | —                                                                  | —                                                                | —             | —               |         |
| 2002  | 1er tour (1/64) \|\| style="text-align:left" \| Tina Pisnik        | 1er tour (1/64) \|\| style="text-align:left" \| Ai Sugiyama        | —                                                                  | —                                                                  | 3e tour (1/16) \|\| style="text-align:left" \| Lindsay Davenport |               |                 |         |
| 2003  | 1er tour (1/64) \|\| style="text-align:left" \| Magdalena Maleeva  | 2e tour (1/32) \|\| style="text-align:left" \| Jennifer Capriati   | 1er tour (1/64) \|\| style="text-align:left" \| Daniela Hantuchová | 1er tour (1/64) \|\| style="text-align:left" \| Daniela Hantuchová |                                                                  |               |                 |         |
| 2004  | 2e tour (1/32) \|\| style="text-align:left" \| Patty Schnyder      | 1er tour (1/64) \|\| style="text-align:left" \| Ai Sugiyama        | 3e tour (1/16) \|\| style="text-align:left" \| Ai Sugiyama         | 2e tour (1/32) \|\| style="text-align:left" \| Vera Dushevina      |                                                                  |               |                 |         |
| 2005  | 2e tour (1/32) \|\| style="text-align:left" \| Svetlana Kuznetsova | 1er tour (1/64) \|\| style="text-align:left" \| Shahar Peer        | 2e tour (1/32) \|\| style="text-align:left" \| Jill Craybas        | 3e tour (1/16) \|\| style="text-align:left" \| Sania Mirza         |                                                                  |               |                 |         |
| 2006  | 2e tour (1/32) \|\| style="text-align:left" \| Roberta Vinci       | 2e tour (1/32) \|\| style="text-align:left" \| Jelena Janković     | 2e tour (1/32) \|\| style="text-align:left" \| Karolina Šprem      | 3e tour (1/16) \|\| style="text-align:left" \| Patty Schnyder      |                                                                  |               |                 |         |
| 2007  | 2e tour (1/32) \|\| style="text-align:left" \| Victoria Azarenka   | 1/8 de finale                                                      | Jelena Janković                                                    | Finale                                                             | Venus Williams                                                   | 1/8 de finale | Serena Williams |         |
| 2008  | 1er tour (1/64) \|\| style="text-align:left" \| Sofia Arvidsson    | 1er tour (1/64) \|\| style="text-align:left" \| Casey Dellacqua    | 3e tour (1/16) \|\| style="text-align:left" \| Bethanie Mattek     | 1/8 de finale                                                      | Sybille Bammer                                                   |               |                 |         |
| 2009  | 1/4 de finale                                                      | Vera Zvonareva                                                     | 2e tour (1/32) \|\| style="text-align:left" \| Tathiana Garbin     | 3e tour (1/16) \|\| style="text-align:left" \| Francesca Schiavone | 2e tour (1/32) \|\| style="text-align:left" \| Kim Clijsters     |               |                 |         |
| 2010  | 3e tour (1/16) \|\| style="text-align:left" \| Zheng Jie           | 3e tour (1/16) \|\| style="text-align:left" \| Shahar Peer         | 1/8 de finale                                                      | Tsvetana Pironkova                                                 | 2e tour (1/32) \|\| style="text-align:left" \| Virginie Razzano  |               |                 |         |
| 2011  | 2e tour (1/32) \|\| style="text-align:left" \| Vesna Dolonc        | 1/2 finale \|\| style="text-align:left" \| Francesca Schiavone     | 1/4 de finale                                                      | Sabine Lisicki                                                     | 2e tour (1/32) \|\| style="text-align:left" \| Christina McHale  |               |                 |         |
| 2012  | 3e tour (1/16) \|\| style="text-align:left" \| Zheng Jie           | 2e tour (1/32) \|\| style="text-align:left" \| Petra Martić        | 2e tour (1/32) \|\| style="text-align:left" \| Mirjana Lučić       | 1/4 de finale                                                      | Maria Sharapova                                                  |               |                 |         |
| 2013  | 3e tour (1/16) \|\| style="text-align:left" \| Ekaterina Makarova  | 3e tour (1/16) \|\| style="text-align:left" \| Francesca Schiavone | Victoire                                                           | Sabine Lisicki                                                     | —                                                                | —             |                 |         |

À droite du résultat, l’ultime adversaire.

### En double dames
| Année | Open d'Australie              | Open d'Australie           | Internationaux de France      | Internationaux de France    | Wimbledon                  | Wimbledon                | US Open                     | US Open                   |
| 2002  | -                             | -                          | 1er tour (1/32) T. Golovin    | Vanessa Henke Bianka Lamade | -                          | -                        | -                           | -                         |
| 2003  | 2e tour (1/16) M. Sharapova   | V. Ruano Paola Suárez      | 2e tour (1/16) M. Casanova    | Jelena Dokić Nadia Petrova  | 2e tour (1/16) M. Casanova | J. Husárová C. Martínez  | 1/2 finale M. Casanova      | S. Kuznetsova Navrátilová |
| 2004  | 3e tour (1/8) M. Casanova     | Liezel Huber Ai Sugiyama   | 2e tour (1/16) Émilie Loit    | B. Stewart S. Stosur        | 1/4 de finale Émilie Loit  | Navrátilová Lisa Raymond | 1er tour (1/32) M. Casanova | A. Cargill Nana Miyagi    |
| 2005  | 3e tour (1/8) A.-L. Grönefeld | E. Daniilídou Nicole Pratt | 3e tour (1/8) A.-L. Grönefeld | Lisa Raymond Rennae Stubbs  | 3e tour (1/8) M. Sequera   | Likhovtseva V. Zvonareva | 1er tour (1/32) M. Sequera  | V. Dushevina Shahar Peer  |
| 2006  | -                             | -                          | 3e tour (1/8) Shahar Peer     | D. Hantuchová Ai Sugiyama   | 2e tour (1/16) Shahar Peer | V. Ruano Paola Suárez    | 2e tour (1/16) Shahar Peer  | S. Asagoe A. Morigami     |
| 2007  | 1er tour (1/32) Shahar Peer   | T. Garbin Roberta Vinci    | 1er tour (1/32) M. Sequera    | V. Dushevina T. Perebiynis  | 3e tour (1/8) Meilen Tu    | K. Srebotnik Ai Sugiyama | -                           | -                         |

Sous le résultat, la partenaire ; à droite, l’ultime équipe adverse.

### En double mixte
| Année | Open d'Australie | Open d'Australie | Internationaux de France     | Internationaux de France    | Wimbledon                 | Wimbledon                | US Open | US Open |
| 2004  | -                | -                | 1er tour (1/16) Gastón Etlis | Rennae Stubbs Kevin Ullyett | 2e tour (1/16) Cyril Suk  | Lisa McShea Pavel Vízner | -       | -       |
| 2013  | -                | -                | -                            | -                           | 1er tour (1/32) N. Monroe | N. Grandin S. González   | -       | -       |

Sous le résultat, le partenaire ; à droite, l’ultime équipe adverse.

## Parcours en «Premier Mandatory» et «Premier 5»
Les tournois WTA « Premier Mandatory » et « Premier 5 » (entre 2009 et 2020) et WTA 1000 (à partir de 2021) constituent les catégories d'épreuves les plus prestigieuses, après les quatre levées du Grand Chelem. 

De 2009 à 2023, les tournois Premier Mandatory (dits tournois WTA 1000 obligatoires entre 2021 et 2023) regroupent Indian Wells, Miami, Madrid et Pékin, les autres constituant les tournois Premier 5 (tournois WTA 1000 non-obligatoires). À partir de 2024, le nombre de tournois WTA 1000 passe à 10 par saison (fin de l’alternance Doha / Dubaï), ces derniers devenant tous obligatoires et offrant tous 1000 points à la vainqueure (contre 900 points précédemment pour les tournois Premier 5).

### En simple dames
| Année |       |              |                              |                            |                            |                                  |                               |                               |                              |                             |                           |                           |
|       | Doha  | Indian Wells | Miami                        | Madrid                     | Rome                       | Canada                           | Cincinnati                    | Pékin                         | Tokyo                        | Tokyo                       |                           |                           |
|       | Dubaï | Indian Wells | Miami                        | Madrid                     | Rome                       | Canada                           | Cincinnati                    | Pékin                         | Tokyo                        | Tokyo                       |                           |                           |
|       |       | Indian Wells | Miami                        | Madrid                     | Rome                       | Canada                           | Cincinnati                    | Pékin                         | Tokyo                        | Tokyo                       |                           |                           |
| 2009  |       |              | 3e tour (1/8) V. Zvonareva   | 2e tour (1/32) S. Peer     | 2e tour (1/32) A. Yakimova | 1er tour (1/32) A. Wozniak       | 2e tour (1/16) M. J. Martínez | 1er tour (1/32) A. Bondarenko | 1er tour (1/32) K. Clijsters | 1/2 finale A. Radwańska     | 1/4 de finale J. Janković | 1/4 de finale J. Janković |
| 2010  |       |              | 3e tour (1/8) Li N.          | 4e tour (1/8) A. Radwańska | 1/2 finale V. Williams     | 2e tour (1/16) A. Medina         |                               | 1/4 de finale V. Azarenka     | 1/4 de finale M. Sharapova   | 1er tour (1/32) A. Ivanović | 3e tour (1/8) V. Azarenka | 3e tour (1/8) V. Azarenka |
| 2011  |       |              | 3e tour (1/8) A. Radwańska   | Finale C. Wozniacki        | 4e tour (1/8) V. Zvonareva | 2e tour (1/16) A. Pavlyuchenkova | 2e tour (1/16) A. Medina      | 1er tour (1/32) G. Voskoboeva | 3e tour (1/8) D. Hantuchová  | 3e tour (1/8) A. Petkovic   | 1/4 de finale V. Azarenka | 1/4 de finale V. Azarenka |
| 2012  |       |              | 1/2 finale S. Stosur         | 1/4 de finale A. Ivanović  | 1/2 finale A. Radwańska    | 1er tour (1/32) S. Cîrstea       | 2e tour (1/16) J. Görges      | 3e tour (1/8) P. Kvitová      | 2e tour (1/16) J. Larsson    | 1/2 finale V. Azarenka      | 3e tour (1/8) S. Errani   | 3e tour (1/8) S. Errani   |
| 2013  |       |              | 2e tour (1/16) S. Kuznetsova | 4e tour (1/8) S. Errani    | 2e tour (1/32) A. Petkovic | 3e tour (1/8) E. Makarova        |                               | 3e tour (1/8) M. Rybáriková   | 2e tour (1/16) S. Halep      |                             |                           |                           |

Sous le résultat, l’ultime adversaire.
1. 1 2   Les tournois de Doha et Dubaï alternent le statut de tournoi WTA 1000 (ex Premier 5) entre 2009 et 2023 : les trois premières éditions ont lieu à Dubaï, les trois suivantes à Doha, puis Dubaï accueille le tournoi de cette catégorie les années impaires et Dubaï les années paires. De 2011 à 2023, la ville qui n’accueille pas de WTA 1000 organise à la place un tournoi WTA 500 (ex Premier).
2. 1 2 3 4 5 6   L’ordre de déroulement des tournois a évolué depuis 2009 : Rome se dispute avant Madrid et Cincinnati avant Montréal/Toronto jusqu’en 2010, tandis que Tokyo (2009-2013)-Wuhan (2014-2019, 2024-)-Guadalajara (2022-2023) ont lieu avant Pékin jusqu’en 2023.

## Parcours aux Masters

### En simple dames
| # | Date       | Nom de l'édition                           | ($)       | Surface    | Résultat               | Ultime adversaire | Score         |          |
| - | ---------- | ------------------------------------------ | --------- | ---------- | ---------------------- | ----------------- | ------------- | -------- |
| 1 | 05/11/2007 | Sony Ericsson Championships Madrid         | 3 000 000 | Dur (int.) | Round Robin (défaite)  | Justine Henin     | 6-0, 6-0      | Parcours |
| 1 | 05/11/2007 | Sony Ericsson Championships Madrid         | 3 000 000 | Dur (int.) | Round Robin (victoire) | Jelena Janković   | 6-1, 1-0, ab. | Parcours |
| 2 | 25/10/2011 | TEB BNP Paribas WTA Championships Istanbul | 4 900 000 | Dur (int.) | Round Robin (victoire) | Victoria Azarenka | 5-7, 6-4, 6-4 | Parcours |

## Parcours en Fed Cup
| #                                                                | Date       | Lieu     | Surface         | Gagnante(s)                      | Perdante(s)                  | Score     |          |
|                                                                  |            |          |                 |                                  |                              |           |          |
| 2004 - 1/2 finale (groupe mondial) - France - Espagne - 5 : 0    |            |          |                 |                                  |                              |           |          |
| 1                                                                | 24/11/2004 | Moscou   | Moquette (int.) | Marion Bartoli Émilie Loit       | Marta Marrero Virginia Ruano | 7-5, 6-2  | Parcours |
|                                                                  |            |          |                 |                                  |                              |           |          |
| 2004 - Finale (groupe mondial) - Russie - France - 3 : 2         |            |          |                 |                                  |                              |           |          |
| 2                                                                | 27/11/2004 | Moscou   | Moquette (int.) | Anastasia Myskina Vera Zvonareva | Marion Bartoli Émilie Loit   | 7-65, 7-5 | Parcours |
|                                                                  |            |          |                 |                                  |                              |           |          |
| 2013 - Barrage (groupe mondial II) - France - Kazakhstan - 4 : 1 |            |          |                 |                                  |                              |           |          |
| 3                                                                | 20/04/2013 | Besançon | Dur (int.)      | Marion Bartoli                   | Galina Voskoboeva            | 6-0, 6-3  | Parcours |
| 3                                                                | 20/04/2013 | Besançon | Dur (int.)      | Marion Bartoli                   | Yaroslava Shvedova           | 6-4, 6-3  | Parcours |

## Classements WTA en fin de saison

### En simple
| Année | 2000 | 2001 | 2002 | 2003 | 2004 | 2005 | 2006 | 2007 | 2008 | 2009 | 2010 | 2011 | 2012 | 2013 |
| Rang  | 1120 | 345  | 106  | 57   | 40   | 39   | 17   | 10   | 13   | 10   | 11   | 9    | 10   | 11   |

Source : (en) Classements de Marion Bartoli sur le site officiel de la Fédération internationale de tennis

### En double
| Année | 2002 | 2003 | 2004 | 2005 | 2006 | 2007 |
| Rang  | 282  | 20   | 37   | 47   | 33   | 113  |

Source : (en) Classements de Marion Bartoli sur le site officiel de la Fédération internationale de tennis

## Records et statistiques

### Confrontations avec ses principales adversaires
Confrontations lors des différents tournois WTA avec ses principales adversaires (5 confrontations minimum et avoir été membre du top 10). Classement par pourcentage de victoires. Situation au 23 juin 2017 :

### Victoires sur le top 10
Toutes ses victoires sur des joueuses classées dans le top 10 de la WTA lors de la rencontre.
| Légende         |
| Grand Chelem    |
| Jeux olympiques |
| Masters         |
| Premier         |
| Elite Trophy    |
| Intern'l        |
| Fed Cup         |

| #  |       |  | Tournoi          | Année | Surface    |                 | Adversaire          | Rang   | Tour          | Score             | Tableau |
| -- | ----- |  | ---------------- | ----- | ---------- | --------------- | ------------------- | ------ | ------------- | ----------------- | ------- |
| 1  | no 83 |  | Miami            | 2003  | Dur        |                 | Lindsay Davenport   | no 6   | 1/8           | 6-0, ab.          | Tableau |
| 2  | no 37 |  | Auckland         | 2006  | Dur        |                 | Nadia Petrova       | no 9   | 1/2           | 3-6, 6-4, 2-1 ab. | Tableau |
| 3  | no 27 |  | New Haven        | 2006  | Dur        |                 | Nadia Petrova       | no 6   | 1/8           | 4-6, 6-4, 7-64    | Tableau |
| 4  | no 26 |  | Bali             | 2006  | Dur        |                 | Patty Schnyder      | no 8   | 1/2           | 6-4, 6-4          | Tableau |
| 5  | no 19 |  | Wimbledon        | 2007  | Gazon      |                 | Jelena Janković     | no 3   | 1/8           | 3-6, 7-5, 6-3     | Tableau |
| 6  | no 19 |  | Wimbledon        | 2007  | Gazon      | Justine Henin   | no 1                | 1/2    | 1-6, 7-5, 6-1 |                   | Tableau |
| 7  | no 11 |  | Luxembourg       | 2007  | Dur (int.) |                 | Anna Chakvetadze    | no 5   | 1/4           | 6-4, 4-6, 6-4     | Tableau |
| 8  | no 10 |  | Masters          | 2007  | Dur (int.) |                 | Jelena Janković     | no 3   | Poules        | 6-1, 1-0 ab.      | Tableau |
| 9  | no 15 |  | Stanford         | 2008  | Dur        |                 | Anna Chakvetadze    | no 8   | 1/4           | 6-3, 6-4          | Tableau |
| 10 | no 15 |  | Montréal         | 2008  | Dur        |                 | Anna Chakvetadze    | no 9   | 1/8           | 4-6, 7-5, 7-64    | Tableau |
| 11 | no 17 |  | Open d'Australie | 2009  | Dur        |                 | Jelena Janković     | no 1   | 1/8           | 6-1, 6-4          | Tableau |
| 12 | no 14 |  | Stanford         | 2009  | Dur        |                 | Jelena Janković     | no 6   | 1/4           | 3-6, 7-65, 6-3    | Tableau |
| 13 | no 14 |  | Stanford         | 2009  | Dur        | Venus Williams  | no 3                | Finale | 6-2, 5-7, 6-4 |                   | Tableau |
| 14 | no 13 |  | Pékin            | 2009  | Dur        |                 | Vera Zvonareva      | no 7   | 1/4           | 3-6, 7-5, 6-2     | Tableau |
| 15 | no 15 |  | Miami            | 2010  | Dur        |                 | Svetlana Kuznetsova | no 4   | 1/8           | 6-3, 6-0          | Tableau |
| 16 | no 20 |  | Cincinnati       | 2010  | Dur        |                 | Caroline Wozniacki  | no 3   | 1/8           | 6-4, 6-1          | Tableau |
| 17 | no 17 |  | Indian Wells     | 2011  | Dur        |                 | Kim Clijsters       | no 2   | 1/8           | 3-6, 3-1 ab.      | Tableau |
| 18 | no 9  |  | Eastbourne       | 2011  | Gazon      |                 | Victoria Azarenka   | no 5   | 1/4           | 6-2, 2-0 ab.      | Tableau |
| 19 | no 9  |  | Eastbourne       | 2011  | Gazon      | Samantha Stosur | no 10               | 1/2    | 6-3, 6-1      |                   | Tableau |
| 20 | no 9  |  | Eastbourne       | 2011  | Gazon      | Petra Kvitová   | no 8                | Finale | 6-1, 4-6, 7-5 |                   | Tableau |
| 21 | no 11 |  | Osaka            | 2011  | Dur        |                 | Samantha Stosur     | no 6   | Finale        | 6-3, 6-1          | Tableau |
| 22 | no 9  |  | Masters          | 2011  | Dur (int.) |                 | Victoria Azarenka   | no 4   | Poules        | 5-7, 6-4, 6-4     | Tableau |
| 23 | no 7  |  | Miami            | 2012  | Dur        |                 | Victoria Azarenka   | no 1   | 1/4           | 6-3, 6-3          | Tableau |
| 24 | no 11 |  | US Open          | 2012  | Dur        |                 | Petra Kvitová       | no 5   | 1/8           | 1-6, 6-2, 6-0     | Tableau |

## Distinctions
En 2013, le quotidien L'Équipe la classe comme Champion des champions de L'Équipe.
Le 13 novembre 2014, Marion Bartoli est nommée au grade d'officier dans l'ordre national du Mérite au titre de « ancienne joueuse professionnelle de tennis ; 14 ans de services ».
Le 29 décembre 2023, elle est nommée au grade de chevalier dans l'ordre national de la Légion d'honneur au titre de « ancienne joueuse de tennis professionnelle, entraîneuse, consultante sportive ; 21 ans de services ».